# János Irinyi

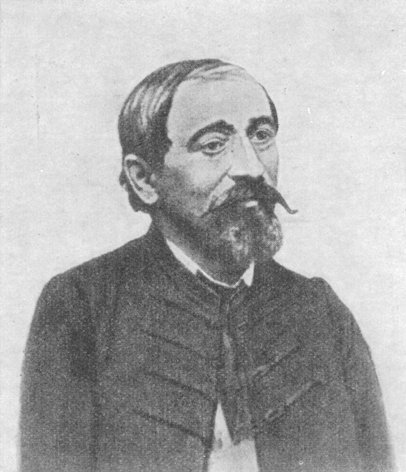
János Irinyi.

János Irinyi (Nagyléta, Hongarije, 17 mei 1817 - Vértes, 17 december 1895) is de uitvinder van de "veilgheidsaansteker", een geluidsloze lucifer.

## Biografie
Hij studeerde eerst in Debrecen. Scheikunde studeerde hij aan het Weense Polytechnicum. In 1838 publiceerde hij in Berlijn een boek over 'Theorie der Chemie', waarin vooral de zuren worden behandeld.
In 1836 vond Irinyi een nieuwe variant van de lucifer uit, met duidelijk minder explosiegevaar. De uitvinding werd geïnspireerd door een lezing van Paul Traugott Meissner op het Weens Polytechnicum, toen deze aantoonde dat looddioxide en zwavel door wrijving kunnen ontsteken. In 1840 stichtte hij in Boedapest de eerste lucifersfabriek van Hongarije.
In de Hongaarse Vrijheidsstrijd tegen Oostenrijk had Irinyi een belangrijke rol. Kossuth belastte hem met de kanonnengieterij en de fabricage van buskruit. Daarnaast formuleerde hij de '12 Eisen' van de Hongaarse Vrijheidsstrijd.